# Сейдла
Се́йдла (ест. Seidla küla) — село в Естонії, у волості Ярва повіту Ярвамаа.

## Населення
Чисельність населення на 31 грудня 2011 року становила 30 осіб.

## Географія
Через населений пункт проходить автошлях 5 (Пярну — Раквере — Симеру). Від села починається дорога 15143 (Сейдла — Ярва-Яані).

## Історія
До 21 жовтня 2017 року село входило до складу волості Албу.